# Здание драматического театра имени Т. Г. Шевченко (Чернигов)
Здание драматического театра им. Т. Г. Шевченко — памятник архитектуры местного значения в Чернигове. Здание используется по назначению: в нём размещается Черниговский областной музыкально-драматический театр имени Т. Шевченко.
19 августа 2023 года здание было повреждено (частично разрушено) ракетным ударом в ходе вторжения России на Украину.

## История
Решением исполкома Черниговского областного совета народных депутатов от 05.06.1978 № 232 присвоен статус памятник архитектуры местного значения с охранным № 1-Чг.
Здание имеет собственную «территорию памятника» и расположено в «комплексной охранной зоне памятников исторического центра города», согласно правилам застройки и использования территории. На здании установлена информационная доска.
19 августа 2023 года российский ракетный удар разрушил крышу здания, где происходила закрытая встреча производителей беспилотников. Начался пожар. Погибли 7 человек.

## Описание
Вместе с другими зданиями образовывает архитектурный ансамбль Красной площади.
В 1958 году было построено здание театра по проекту архитекторов С. Д. Фридлина, М. Я. Либмана, С. П. Тутученко. Кирпичный, 3-этажный на цоколе, прямоугольный в плане дом. Фасад симметричный, направлен на юго-запад к Красной площади. Здание состоит из разновеликих объёмов, где с тылового фасада (северо-восточной стороны) нарастает объём. Главный вход украшает 8-колонный портик, увенчанный треугольным фронтоном. В тимпане фронтона располагается горельеф, изображающий композицию украинского народного мотива — Тараса Шевченко и героев его произведений. Боковые фасады украшены пилястрами.  
В ноябре 1959 года уже в новом здании открылся новый театральный сезон, начавшийся со спектакля «Щорс» Юрия Дольд-Михайлика.
В 2018-2019 годах была проведена реконструкция здания с использованием мероприятий теплореновации.